# Ultra 5

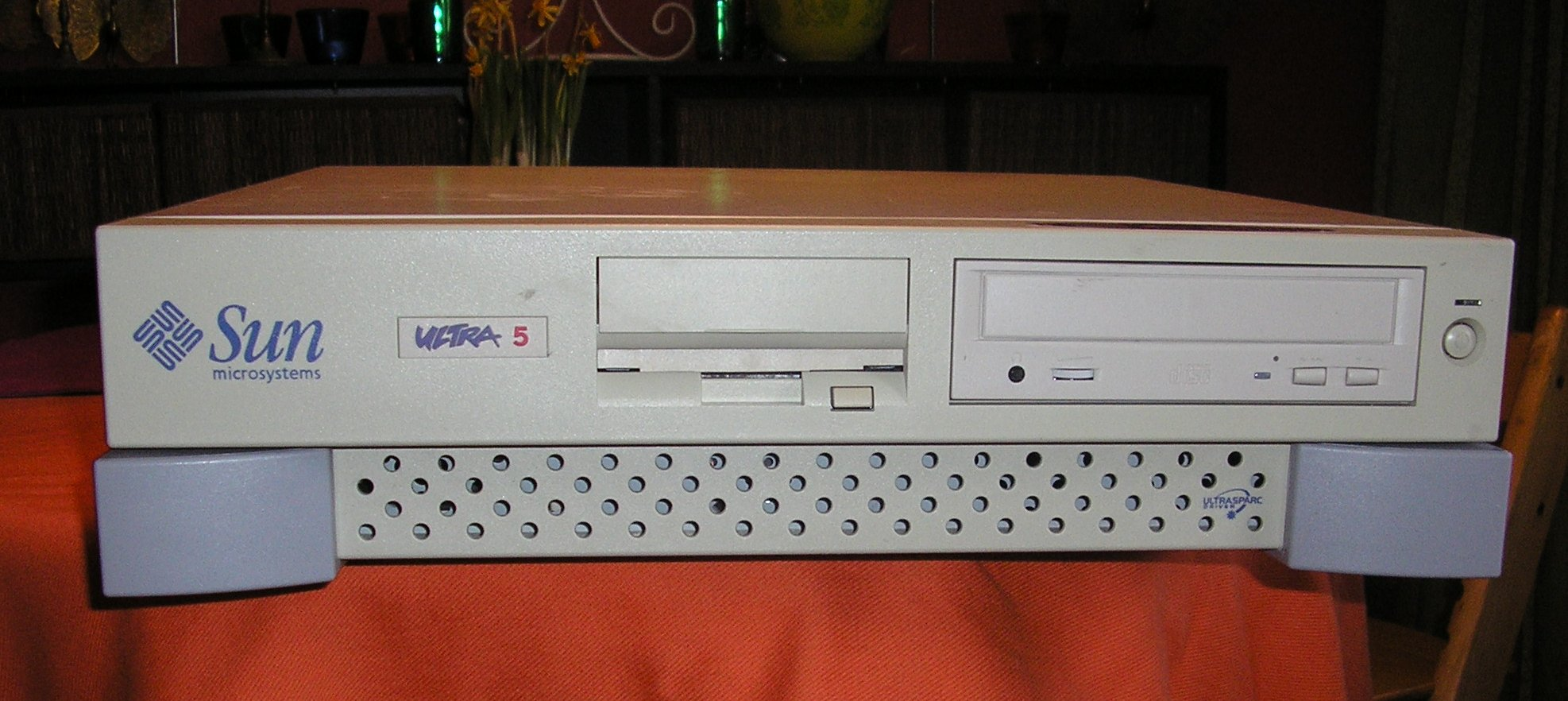
Façade avant d’une SUN Ultra 5

Le Sun Ultra 5 est un ordinateur personnel d'entrée de gamme fabriqué à la fin des années 1990 — (sorti initialement en 1998) — par Sun Microsystems. 
Il est conçu autour du processeur UltraSPARC IIi 64 bits, mais atteint un prix de revient faible grâce à des composants plus abordables tels qu'un disque dur IDE au lieu du standard SCSI.
L’Ultra 5 a été décliné en plusieurs variantes : ainsi, certains modèles ont un processeur avec moins de mémoire cache pour diminuer encore le prix de l'ordinateur.
- Ultra 5 : processeurs 270, 333, 360 ou 400-MHz, Ram 512 Mo maximum (4 slots DIMM)
- Ultra 10 : processeurs 300, 333, 360 ou 440-MHz, Ram 1024 Mo maximum (4 slots DIMM)